# Арпаизе
Арпаи́зе (итал. Arpaise) — город в Италии, расположен в регионе Кампания, подчинён административному центру Беневенто.
Население составляет 804 человека (на 31.12.2012 г.), плотность населения составляет 121,82 чел./км². Занимает площадь 6,6 км². Почтовый индекс — 82010. Телефонный код — 00824.